# Рідня (фільм, 2018)
«Рідня» (англ. Kin) — американська кримінальна науково-фантастична драма 2018 року режисерів Джонатана та Джоша Бейкерів, знята за сценарієм Деніела Кейсі, який був написаний за мотивами короткометражної стрічки 2014 року «Людина з сумкою». Головні ролі виконали Майлз Труїтт, Джек Рейнор, Зої Кравітц, Керрі Кун, Денніс Квейд, Джеймс Франко та Майкл Б. Джордан. Фільм розповідає про парубка, який знаходить дивну зброю та його брата, який щойно вийшов з тюрми. Показ фільму в Україні розпочався 18 вересня 2018 року за сприяння UFD. Стрічка отримала негативні відгуки та стала комерційним провалом.

## Сюжет
14-річний Елайджа Солінські живе в Детройті зі своїм суворим прийомним батьком-вдівцем Голом. Шукаючи мідні дроти для продажу, Елайджа знаходить розкидані броньовані трупи та високотехнологічну зброю. Він підбирає зброю, вона активується, хлопець кидає її та тікає. Того вечора старший брат Елайджи, Джиммі, біологічний син Гола, повертається після відбування покарання в тюрмі. Елай мріє про зброю, тому прокрадається на те місце знову. Повернувшись додому, він підслуховує суперечку Гола та Джиммі. Джиммі, який заборгував 60 000 доларів, просить батька допомогти вкрасти гроші у роботодавця Гола. Він відмовляється та виганяє Джиммі. Наступної ночі Гол ловить Джиммі та Тейлора в кабінеті з сейфом. Чоловіка вбиває поплічник сина. Джиммі вбиває брата Тейлора та тікає з грошима. Джиммі переконує Елая, що батько застряг на роботі, він хоче зустріти їх на озері Тахо. Елай потайки забирає зброю. Брати встигають покинути будинок перш ніж Тейлор з бандою прийдуть мститися Джиммі.
Джиммі відводить брата в стриптиз-клуб, де вони товаришують зі стриптизеркою Міллі. П'яний Джиммі видирається на сцену, щоб потанцювати з Міллі. Це не подобається власникові клубу Лі. Він приводить своїх людей, щоб побити Джиммі, але Елай починає погрожувати зброєю. Підліток стріляє в більярдний стіл, а потім тікає разом з братом і стриптизеркою. За ними йдуть двоє броньованих переслідувачів в масках. Джиммі розуміє, що він залишив сумку грошей у стрип-клубі. Міллі допомагає повернути гроші. Трійця знімає номер у казино Невади. Міллі обговорює з Елаєм своє минуле протягом усієї подорожі; вона підлітком залишила батьків, які ображали її, і не змогла побудувати міцні особисті стосунки. З новин Елай дізнається про вбивство Гола. Поліція затримує братів через підозри в скоєнні цього злочину. Міллі спостерігає з натовпу, Елай показує знак схвалення, щоб вона покинула їх. Джиммі потрапляє до в'язниці, а Елай докоряє йому.
Тейлор і його банда нападають на поліцейський відділок. Поранений офіцер допомагає Елаю витягти зброю зі сховища доказів. Елай розправляється з бандою Тейлора, рятуючи Джиммі. Брати готуються здатися ФБР, з'являється Тейлор, який стріляє в Джиммі. Двоє броньованих переслідувачів заморожують час для всіх, крім Елая та самих себе. Вони знімають маски, виявляється, що вони чоловік і жінка. Чоловік пояснює, що Елай насправді з їхнього світу, який воює. Його сховали в цьому світі заради безпеки. Чоловік каже Елаю залишитися з братом і називає його власним братом. Жінка перенаправляє кулю Тейлора, і двоє йдуть зі зброєю. Час відновлюється, Тейлор був убитий власною кулею. Брати потрапляють під варту. Агент Морган Гантер повідомляє Елаю, що Джиммі потрапить до в'язниці, але в разі співпраці строк буде недовгий. Вона мовчки приймає, що Джиммі прикрив Елая. Приїздить Міллі та махає Елаю.

## У ролях
| Актор            | Роль              |
| ---------------- | ----------------- |
| Майлз Труїтт     | Елайджа Солінські |
| Джек Рейнор      | Джиммі Солінські  |
| Зої Кравітц      | Міллі             |
| Керрі Кун        | Морган Гантер     |
| Денніс Квейд     | Гол Солінські     |
| Джеймс Франко    | Тейлор Балік      |
| Майкл Б. Джордан | Чистильник        |
| Карлі Беверлі    | Одрі              |

## Виробництво
30 серпня 2016 року повідомлялося, що Майлз Труїтт, Джек Рейнор, Джеймс Франко, Зої Кравітц та Денніс Квейд отримали ролі в новому художньому фільмі. У листопаді до них приєдналася Керрі Кун.
На Міжнародному кінофестивалі в Торонто у вересні 2016 року кінокомпанія Lionsgate придбала права на фільм приблизно за 30 мільйонів доларів. Знімання розпочали 24 жовтня 2016 року в Торонто.

## Музика
Гурт «Mogwai» написав музику для фільму. Саундтрек вийшов 31 серпня на лейблі Temporary Residence Limited у Сполучених Штатах та Rock Action Records у Великій Британії та Європі. Напередодні виходу альбому вийшли два треки: «Donuts» та «We Not Done (End Title)».

## Випуск
Фільм вийшов у США за сприяння кінокомпанії Lionsgate 31 серпня 2018 року. Прем'єра в Україні відбулась 13 вересня 2018 року, прокатом займалася компанія UFD.

## Сприйняття

### Касові збори
Фільм зібрав $5,7 мільйона в США та Канаді та $4,3 мільйона — на інших територіях, загалом у світі — $10 мільйонів.
Прогнозувалось, що у США та Канаді «Рідня» отримає $5–7 мільйонів касових зборів з 2141 кінотеатру у перші чотири дні. За ці дні виторг склав лише $3,1 мільйона, з урахуванням чотириденних вихідних на День праці сума склала $3,9 мільйона, посівши 11-те місце. Сума зборів знизилась на 73,5 % у наступні вихідні і склала $ 804 401, це стало одним з найбільших падінь виторгу серед фільмів на другому тижні прокату. Фільм посів 17-е місце.

### Критика
На Rotten Tomatoes фільм має рейтинг схвалення 33 % на основі 86 оглядів із середньою оцінкою 4,95/10. Критичний консенсус сайту зазначає: «Частково сімейна драма, частково науково-фантастичні пригоди, „Рідня“ щосили намагається збалансувати свою розповідь до останнього повороту подій, що показує: все це могло б працювати краще, ніж перший епізод телесеріалу». На Metacritic фільм має середньозважену оцінку 35 із 100 на основі 20 відгуків критиків, що свідчить про «загалом несприятливі відгуки». Глядачі, опитані CinemaScore, оцінили стрічку на «B +» за шкалою від A + до F, тоді як на PostTrak кіноглядачі дали йому загальну позитивну оцінку 63 %.

### Номінації та нагороди
| Нагороди та номінації фільму «Рідня» | Нагороди та номінації фільму «Рідня» | Нагороди та номінації фільму «Рідня» | Нагороди та номінації фільму «Рідня» | Нагороди та номінації фільму «Рідня» | Нагороди та номінації фільму «Рідня» |
| Рік                                  | Кінофестиваль/кінопремія             | Категорія/нагорода                   | Номінант                             | Результат                            |                                      |
| ------------------------------------ | ------------------------------------ | ------------------------------------ | ------------------------------------ | ------------------------------------ | ------------------------------------ |
| 2014                                 | «Сатурн»                             | Найкраще DVD/Blu-Ray-видання         | «Рідня»                              | Номінація                            |                                      |